# Big Shopping Center
BIG Shopping Center er et indkøbscenter, der åbnede på den såkaldte DISA-grund i Herlev i 2015.
I centeret findes en biograf, 16 butikker og 5 restauranter, blandt andet ILVA, Elgiganten, Power, Bone's, Max Burger og Føtex.
Biografen er omtalt i Berlingske Business som Europas første luksusbiograf.
BIG får heftig kritik for deres parkeringsregler og hyppigt udstedte afgifter. Den gennemsnitlige anmeldelse af BIG er 1,1 ud af 5 på Trustpilot, hvilket er det laveste for shoppingcentre i Danmark.